# Connie Wainwright
Connie Wainwright war ein US-amerikanischer Jazzgitarrist.

## Leben und Wirken
Connie Wainwright spielte ab den späten 1930er-Jahren in den Bands von Jimmy Mundy, Hot Lips Page, Jabbo Smith und um 1942  bei Earl Hines. Ab Mitte 1944 war er Mitglied von Billy Eckstine and His Orchestra; er gehörte Eckstines Bigband bis zu deren Auflösung Anfang 1947 an. Im Oktober 1946 wirkte er noch an der Seite von Miles Davis, Gene Ammons, Linton Garner, Tommy Potter und Art Blakey bei Aufnahmem der Sängerin „Ann Baker“ (alias Ann Hathaway, „I've Always Got the Blues“) und Earl Coleman („Don't Sing Me the Blues“) mit; aus späteren Jahren liegen keine weiteren Aufnahmen vor. Im Bereich des Jazz war er zwischen 1938 und 1946 an 19 Aufnahmesessions beteiligt.